# Seznam dílů seriálu Poslední polda
Toto je seznam dílů seriálu Poslední polda.

## Přehled řad
| Řada | Díly | Premiéra v Německu | Premiéra v Německu | Premiéra v ČR      | Premiéra v ČR      |
| Řada | Díly | První díl          | Poslední díl       | První díl          | Poslední díl       |
| ---- | ---- | ------------------ | ------------------ | ------------------ | ------------------ |
| 1    | 13   | 12. dubna 2010     | 2. srpna 2010      | 22. října 2012     | 7. listopadu 2012  |
| 2    | 13   | 14. března 2011    | 20. června 2011    | 8. listopadu 2012  | 26. listopadu 2012 |
| 3    | 13   | 6. února 2012      | 7. května 2012     | 27. listopadu 2012 | 13. prosince 2012  |
| 4    | 13   | 21. ledna 2013     | 22. dubna 2013     | 22. srpna 2018     | 7. září 2018       |
| 5    | 8    | 24. dubna 2014     | 2. června 2014     | 10. září 2018      | 19. září 2018      |

## Seznam dílů

### První řada (2010)
| Č. v seriálu | Č. v řadě | Původní název              | Český název            | Režie           | Scénář                                         | Premiéra v Německu | Premiéra v ČR     |
| ------------ | --------- | -------------------------- | ---------------------- | --------------- | ---------------------------------------------- | ------------------ | ----------------- |
| 1            | 1         | Die letzte Runde           | Poslední kolo          | Michael Wenning | Stefan Scheich a Robert Dannenberg             | 12. dubna 2010     | 22. října 2012    |
| 2            | 2         | Der Weihnachtsmann ist tot | Santa Claus je mrtev   | Michael Wenning | Anna Dokoupilova                               | 19. dubna 2010     | 23. října 2012    |
| 3            | 3         | Überlebenstraining         | Škola přežití          | Michael Wenning | Katja Töner                                    | 26. dubna 2010     | 24. října 2012    |
| 4            | 4         | Nachtschicht               | Noční služba           | Sebastian Vigg  | Michael Illner                                 | 3. května 2010     | 25. října 2012    |
| 5            | 5         | Im Schatten von Feng-Shui  | Ve stínu feng-shui     | Sebastian Vigg  | Arne Nolting a Jan Martin Scharf               | 10. května 2010    | 26. října 2012    |
| 6            | 6         | Der verlorene Sohn         | Ztracený syn           | Dennis Satin    | Anna Dokoupilova                               | 17. května 2010    | 29. října 2012    |
| 7            | 7         | Ich habe sie alle gehabt   | Smrt pornokrále        | Dennis Satin    | Boris Dennulat a Matthias Tuchmann             | 31. května 2010    | 30. října 2012    |
| 8            | 8         | Das Runde muss ins Eckige  | Ženská liga            | Sebastian Vigg  | Katja Töner                                    | 7. června 2010     | 31. října 2012    |
| 9            | 9         | Fremdgehen für Anfänger    | Nevěra pro začátečníky | Sebastian Vigg  | Arne Laser a Meriko Gehrmann                   | 5. července 2010   | 1. listopadu 2012 |
| 10           | 10        | Gepflegter Tod             | Pěstěná smrt           | Sebastian Vigg  | Jörg Alberts, Frank Koopmann a Susanne Wiegand | 12. července 2010  | 2. listopadu 2012 |
| 11           | 11        | Klassentreffen             | Třídní sraz            | Michael Wenning | Robert Dannenberg a Stefan Scheich             | 19. července 2010  | 5. listopadu 2012 |
| 12           | 12        | Bei Kuscheln Mord          | Vražda v kurzu mazlení | Michael Wenning | Boris Dennulat a Matthias Tuchmann             | 26. července 2010  | 6. listopadu 2012 |
| 13           | 13        | Ein Stern über Essen       | Vybraná kuchyně        | Michael Wenning | Katja Töner                                    | 2. srpna 2010      | 7. listopadu 2012 |

### Druhá řada (2011)
| Č. v seriálu | Č. v řadě | Původní název                     | Český název               | Režie              | Scénář                             | Premiéra v Německu | Premiéra v ČR      |
| ------------ | --------- | --------------------------------- | ------------------------- | ------------------ | ---------------------------------- | ------------------ | ------------------ |
| 14           | 1         | Mord auf Distanz                  | Vražda na dálku           | Sebastian Vigg     | Robert Dannenberg a Stefan Scheich | 14. března 2011    | 8. listopadu 2012  |
| 15           | 2         | Tod eines Strippers               | Smrt striptéra            | Sebastian Vigg     | Robert Dannenberg a Stefan Scheich | 21. března 2011    | 9. listopadu 2012  |
| 16           | 3         | Camping für Anfänger              | Vražda v kempu            | Sebastian Vigg     | Katja Töner                        | 28. března 2011    | 12. listopadu 2012 |
| 17           | 4         | Wer findet, der stirbt            | Schránka se smrtí         | Sebastian Vigg     | Benjamin Karalic                   | 4. dubna 2011      | 13. listopadu 2012 |
| 18           | 5         | Alle Wege führen zum Du           | Cesta k tobě              | Sophie Allet-Coche | Sandra Beck                        | 11. dubna 2011     | 14. listopadu 2012 |
| 19           | 6         | Die Nackttanker von Huttrop       | Naháči z Huttropu         | Sophie Allet-Coche | Michael Illner                     | 18. dubna 2011     | 15. listopadu 2012 |
| 20           | 7         | Ich sehe was, was Du nicht siehst | Vidím něco, co ty nevidíš | Sophie Allet-Coche | Robert Dannenberg a Stefan Scheich | 2. května 2011     | 16. listopadu 2012 |
| 21           | 8         | Das 5. Gebot                      | Vražda v kostele          | Sebastian Vigg     | Lars Albaum                        | 9. května 2011     | 19. listopadu 2012 |
| 22           | 9         | Mord auf Seite 1                  | Smrt bulvární novinářky   | Sebastian Vigg     | Joachim Friedmann a Uwe Petzold    | 16. května 2011    | 20. listopadu 2012 |
| 23           | 10        | Ich weiß von nichts               | O ničem nevím             | Sebastian Vigg     | Jörg Alberts a Susanne Wiegand     | 23. května 2011    | 21. listopadu 2012 |
| 24           | 11        | Kita des Grauens                  | Školka hrůzy              | Michael Wenning    | Michael Illner                     | 30. května 2011    | 22. listopadu 2012 |
| 25           | 12        | Liebe in Not                      | Lásce není přáno          | Michael Wenning    | Katja Töner                        | 6. června 2011     | 23. listopadu 2012 |
| 26           | 13        | Die verpasste Chance              | Promarněná šance          | Michael Wenning    | Robert Dannenberg a Stefan Scheich | 20. června 2011    | 26. listopadu 2012 |

### Třetí řada (2012)
| Č. v seriálu | Č. v řadě | Původní název               | Český název           | Režie               | Scénář                              | Premiéra v Německu | Premiéra v ČR      |
| ------------ | --------- | --------------------------- | --------------------- | ------------------- | ----------------------------------- | ------------------ | ------------------ |
| 27           | 1         | Ein echter Held             | Opravdový hrdina      | Sebastian Vigg      | Stefan Scheich a Robert Dannenberg  | 6. února 2012      | 27. listopadu 2012 |
| 28           | 2         | Und raus bist du!           | Máš padáka            | Sebastian Vigg      | Katja Töner                         | 13. února 2012     | 28. listopadu 2012 |
| 29           | 3         | Aller guten Dinge sind drei | Manželský trojúhelník | Sophie Allet-Coche  | Benjamin Karatic a Rebecca Mahnkopf | 20. února 2012     | 29. listopadu 2012 |
| 30           | 4         | Vater Mutter Kind           | Otec, matka, dítě     | Sophie Allet-Coche  | Christoph Wortberg                  | 27. února 2012     | 30. listopadu 2012 |
| 31           | 5         | Nymphen und Don Juans       | Nebezpečná závislost  | Sophie Allet-Coche  | Arne Nolting a Jan Martin Scharf    | 5. března 2012     | 3. prosince 2012   |
| 32           | 6         | Es lebe der Sport           | Ať žije sport         | Florian Froschmayer | Robert Dannenberg a Stefan Scheich  | 12. března 2012    | 4. prosince 2012   |
| 33           | 7         | Ohne Moos nix los           | Bez peněz je to nuda  | Florian Froschmayer | Michael Illner                      | 19. března 2012    | 5. prosince 2012   |
| 34           | 8         | Das Killer-Alphabet         | Vražedná abeceda      | Florian Froschmayer | Katja Töner                         | 26. března 2012    | 6. prosince 2012   |
| 35           | 9         | Alles Verräter              | Samí zrádci           | Thomas Nennstiel    | Arndt Stüwe                         | 2. dubna 2012      | 7. prosince 2012   |
| 36           | 10        | Hühnerabend                 | Dámská jízda          | Thomas Nennstiel    | Arne Nolting a Jan Martin Scharf    | 16. dubna 2012     | 10. prosince 2012  |
| 37           | 11        | Tod eines Schlachters       | Smrt na jatkách       | Thomas Nennstiel    | Sven Böttcher                       | 23. dubna 2012     | 11. prosince 2012  |
| 38           | 12        | Ich sag's nicht weiter      | Školní fámy           | Peter Stauch        | Jörg Alberts a Susanne Wiegand      | 30. dubna 2012     | 12. prosince 2012  |
| 39           | 13        | Die, die vergeben können    | Odpuštění             | Peter Stauch        | Robert Dannenberg a Stefan Scheich  | 7. května 2012     | 13. prosince 2012  |

### Čtvrtá řada (2013)
| Č. v seriálu | Č. v řadě | Původní název             | Český název         | Režie              | Scénář                             | Premiéra v Německu | Premiéra v ČR  |
| ------------ | --------- | ------------------------- | ------------------- | ------------------ | ---------------------------------- | ------------------ | -------------- |
| 40           | 1         | Die Jagd beginnt          | Hon začíná          | Zoltan Spirandelli | Arne Nolting a Jan Martin Scharf   | 21. ledna 2013     | 22. srpna 2018 |
| 41           | 2         | Nagel ins Herz            | Hřebíkem do srdce   | Zoltan Spirandelli | Michael Illner                     | 28. ledna 2013     | 23. srpna 2018 |
| 42           | 3         | Der Sinn des Lebens       | Smysl života        | Sophie Allet-Coche | Katja Töner                        | 4. února 2013      | 24. srpna 2018 |
| 43           | 4         | Kein Sterbenswort         | Bez rozloučení      | Sophie Allet-Coche | Sven Böttcher                      | 11. února 2013     | 27. srpna 2018 |
| 44           | 5         | Unsere kleine Straße      | Naše ulice          | Sophie Allet-Coche | Robert Dannenberg                  | 18. února 2013     | 28. srpna 2018 |
| 45           | 6         | Feuer und Flamme          | Planoucí láska      | Peter Stauch       | Christian Heider a Uschi Müller    | 25. února 2013     | 29. srpna 2018 |
| 46           | 7         | Zur Kasse, Schätzchen     | Dům radosti         | Peter Stauch       | Arndt Stüwe                        | 4. března 2013     | 30. srpna 2018 |
| 47           | 8         | Wer zu hoch fliegt        | Kdo létá moc vysoko | Peter Stauch       | Robert Dannenberg                  | 11. března 2013    | 31. srpna 2018 |
| 48           | 9         | Spielchen spielen         | Hrátky              | Thomas Nennstiel   | Christoph Wortberg                 | 18. března 2013    | 3. září 2018   |
| 49           | 10        | Grubengold                | Zlatý důl           | Thomas Nennstiel   | Stefan Scheich                     | 25. března 2013    | 4. září 2018   |
| 50           | 11        | Uschi mach keinen Quatsch | Uschi je v maléru   | Thomas Nennstiel   | Arne Nolting a Jan Martin Scharf   | 8. dubna 2013      | 5. září 2018   |
| 51           | 12        | Romeo und Julia           | Romeo a Julie       | Thomas Nennstiel   | Rafael Solá Ferrer                 | 15. dubna 2013     | 6. září 2018   |
| 52           | 13        | Gefährliches Spiel        | Nebezpečná hra      | Thomas Nennstiel   | Robert Dannenberg a Stefan Scheich | 22. dubna 2013     | 7. září 2018   |

### Pátá řada (2014)
| Č. v seriálu | Č. v řadě | Původní název             | Český název         | Režie              | Scénář                             | Premiéra v Německu | Premiéra v ČR |
| ------------ | --------- | ------------------------- | ------------------- | ------------------ | ---------------------------------- | ------------------ | ------------- |
| 53           | 1         | Die Büchse der Pandora    | Pandořina skříňka   | Thomas Nennstiel   | Arne Nolting a Jan Martin Scharf   | 24. dubna 2014     | 10. září 2018 |
| 54           | 2         | Die wollen nur spielen    | Chtějí si jen hrát  | Thomas Nennstiel   | Arne Nolting a Jan Martin Scharf   | 24. dubna 2014     | 11. září 2018 |
| 55           | 3         | Das Ding des Jahrhunderts | Případ století      | Thomas Nennstiel   | Christian Heider a Uschi Müller    | 1. května 2014     | 12. září 2018 |
| 56           | 4         | Sieben Buchstaben         | Sedm písmen         | Michael Kreindl    | Christian Heider a Uschi Müller    | 8. května 2014     | 13. září 2018 |
| 57           | 5         | Was hab ich getan         | Co jsem dělal?      | Michael Kreindl    | Sven Böttcher                      | 15. května 2014    | 14. září 2018 |
| 58           | 6         | Ins Paradies              | Do ráje             | Sophie Allet-Coche | Johannes Lackner                   | 22. května 2014    | 17. září 2018 |
| 59           | 7         | Es bleibt in der Familie  | Zůstane to v rodině | Sophie Allet-Coche | Robert Dannenberg a Stefan Scheich | 29. května 2014    | 18. září 2018 |
| 60           | 8         | Die Zukunft               | Budoucnost          | Sophie Allet-Coche | Robert Dannenberg a Stefan Scheich | 2. června 2014     | 19. září 2018 |